# Бегляр-мечеть
Бегляр-мечеть (азерб. Bəylər məscidi) — мечеть, расположенная в городе Баку, в исторической части Ичери-шехер, напротив Ворот Мурада Дворца ширваншахов.
Мечеть была включена в список недвижимых памятников истории и культуры местного значения решением Кабинета Министров Азербайджанской Республики № 132 от 2 августа 2001 года.
В настоящее время в мечети функционирует Музей Священных Реликвий.

## История

### Ранние годы
Мечеть Бейляр была построена в 1895 году на северо-западе Ичери-Шехера, рядом с Воротами Мурада дворца Ширваншахов. Мечеть получила свое название потому, что была построена по заказу известных бакинских беков. На строительство мечети выделили средства сыновья Мухаммада Хашима аль-Бакуи — Гаджи Баба и Гаджи Джавад, а также известный миллионер Муртуза Мухтаров. Архитектором мечети был Сеид Гусейн, а каллиграфами — Ибрагим Ширвани, Мир Али ан-Наги и Мир Таги. Эта мечеть также является последней построенной мечетью в Ичери-Шехере.
После советской оккупации в Азербайджане официально с 1928 года началась борьба с религией. В декабре того же года ЦК КП Азербайджана передал многие мечети, церкви и синагоги на баланс клубов для использования в просветительских целях. Если в 1917 году в Азербайджане было 3000 мечетей, то в 1927 году это число снизилось до 1700, в 1928 году — до 1369, а в 1933 году — до 17. Мечеть Бейляр также была закрыта для богослужений в этот период, и в ее здании функционировал спортивный зал.

### После обретения независимости
После восстановления независимости Азербайджана мечеть была включена в список недвижимых памятников истории и культуры национального значения решением Кабинета Министров Азербайджанской Республики № 132 от 2 августа 2001 года.
В 2014—2015 годах по приглашению Государственного историко-архитектурного заповедника «Ичери-Шехер» для реставрации мечети был приглашен известный австрийский эксперт-реставратор Эрих Пуммер. Во время работ, проводимых в 2014—2015 годах, в реставрации мечети также участвовал Центр традиционного искусства Ичери-Шехера, и двери и окна были украшены архитектурными элементами.
После реставрации мечети с 2016 года здесь функционирует Музей священных реликвий. В экспозиции музея демонстрируются древние экземпляры «Корана», относящиеся к разным периодам. Здесь выставлены 73 Корана, 7 религиозных книг, 19 религиозных атрибутов — всего 99 экспонатов. Привлекают внимание такие экспонаты, как страницы книг, спасенных от пожара, Коран из Дербентской Джума-мечети, который был сохранен ахундом путем замуровывания в стену. Эти реликвии были обнаружены и собраны из библиотек и частных владений в различных регионах Азербайджана, пострадавших от пожаров.

## Архитектура
Архитектурный памятник построен на месте старой мечети и удачно вписан в особенности планировки улицы с изогнутой линией. В архитектуре мечети сочетаются западные, восточные и местные традиции. Мечеть имеет вестибюль, молельный зал и декорированный михраб. Общий вид зала представляет собой трёхнефную базилику (зал, разделённый на три части с помощью колонн). Такое членение характерно для мечетей Азербайджана, строившихся со второй половины XIX века, и встречается не только у мечетей Баку и Апшерона, но и Ширвана, Карабаха, Кубы, Шеки и Загаталы. Похожие строения есть у тюркских народов в эпоху феодализма.
Заметны элементы эклектики, которые использованы в объёмной композиции и трактовке фасада. Портал проработан в духе местных архитектурных традиций, окна выполнены в форме подковы.Стены остроконечного купола украшены резьбой по камню. Несмотря на то, что стрельчатые своды, подпирающие купол, выражены тонким контуром, близким к полукруглой форме, характер строения интерьера, несущих сводов, колонн и архитектурных деталей проработан с целью быть похожим на дворец ширваншахов. В портале и михрабе мечети использованы образцы каменной кладки и искусства художественной каменной резьбы.
Минарет мечети является примером тех ранее существовавших минаретов, которые возродились и получили дальнейшее развитие в Ширване со второй половины XIX века. Высота минарета составляет 25 метров.
Позднее большинство строящихся в Баку и на Апшероне мечетей за исключением небольших стилистических отклонений, сохраняли общую архитектурную идею, присущую Бегляр-мечети. К таковым относится, к примеру мечеть Касум-бека, построенная в 90-х гг. XIX века архитектором Мешади Мирза Кафар Измайловым на улице Карантинной (ныне — Ази Асланова).

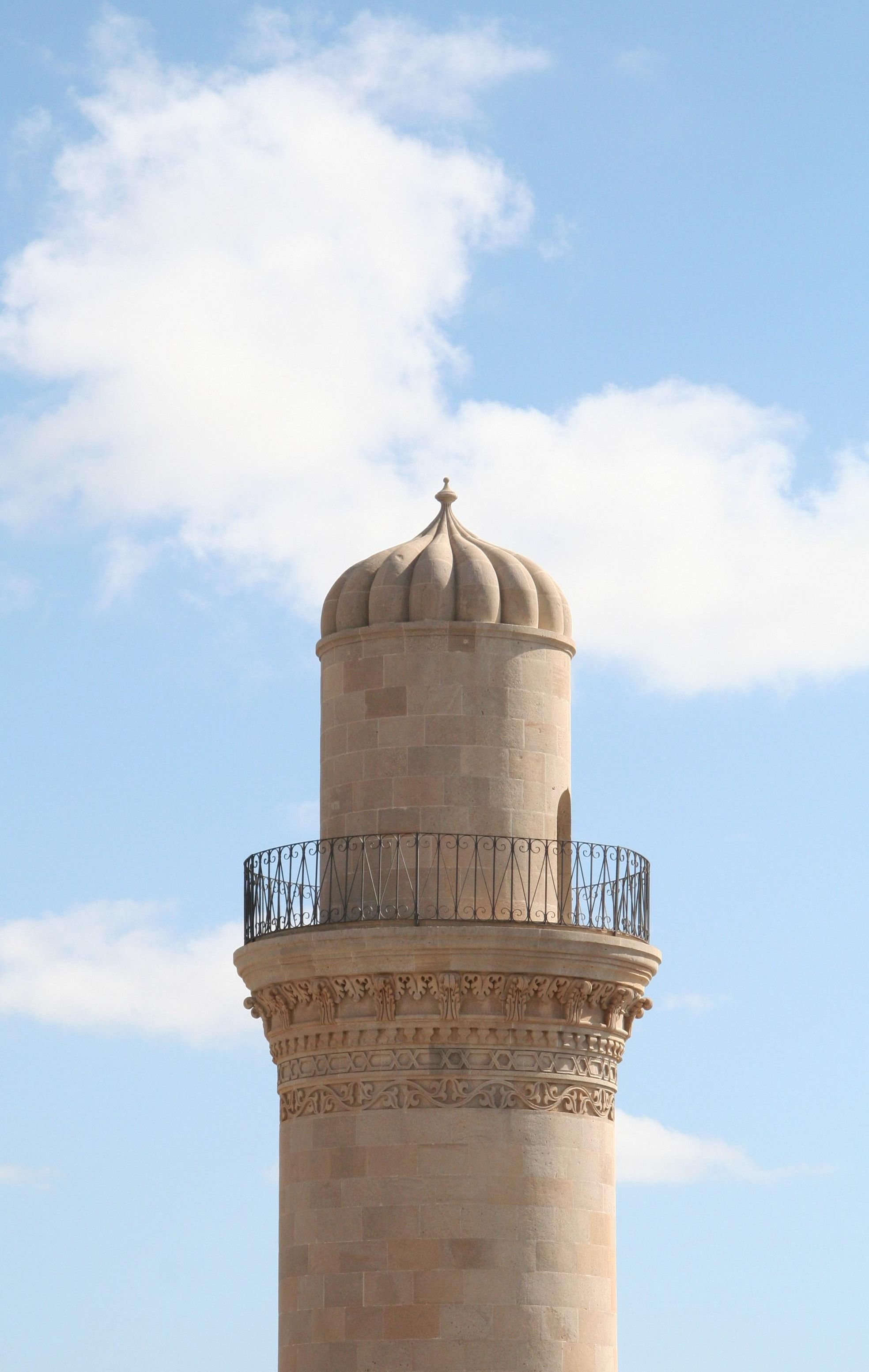
Минарет
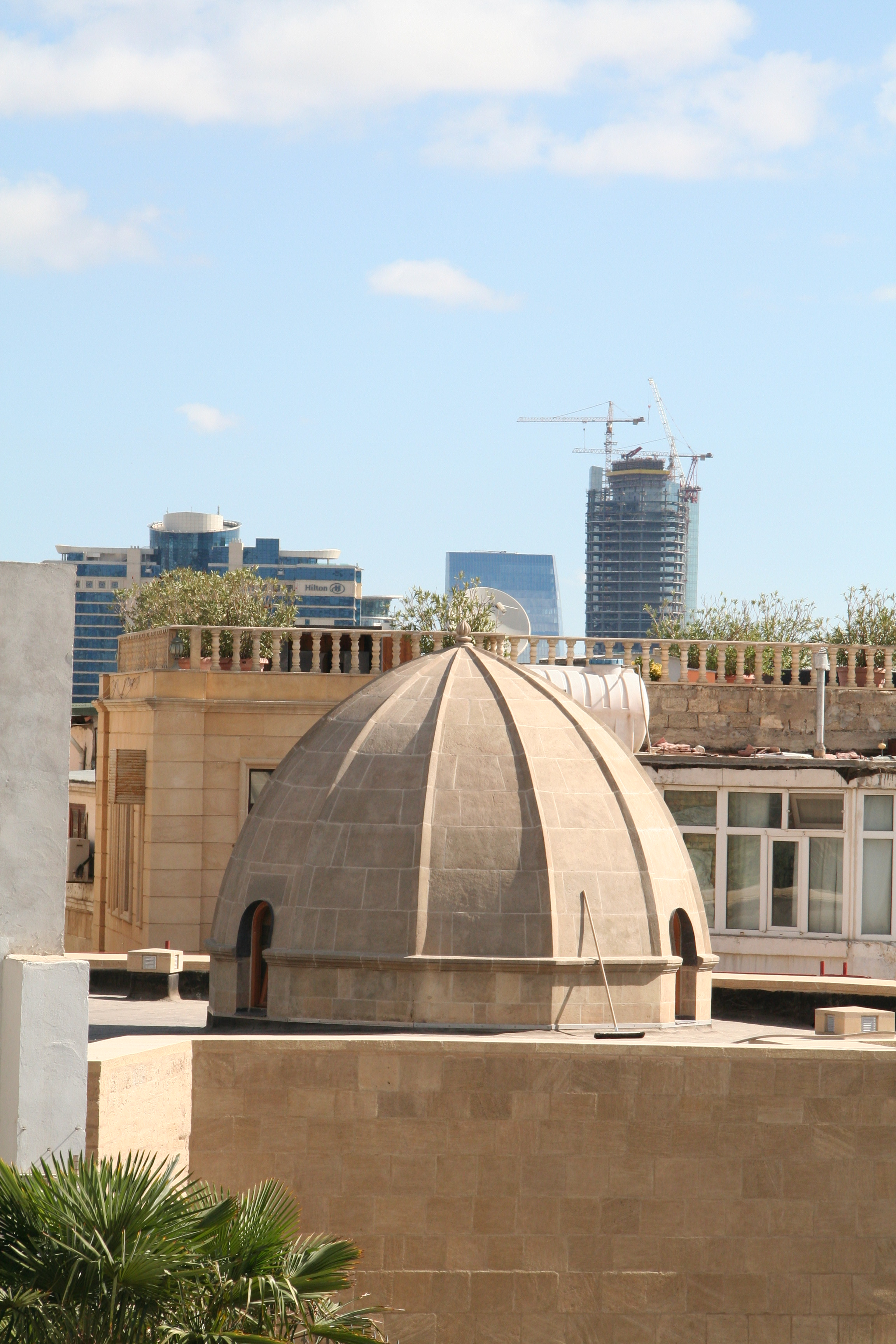
Купол
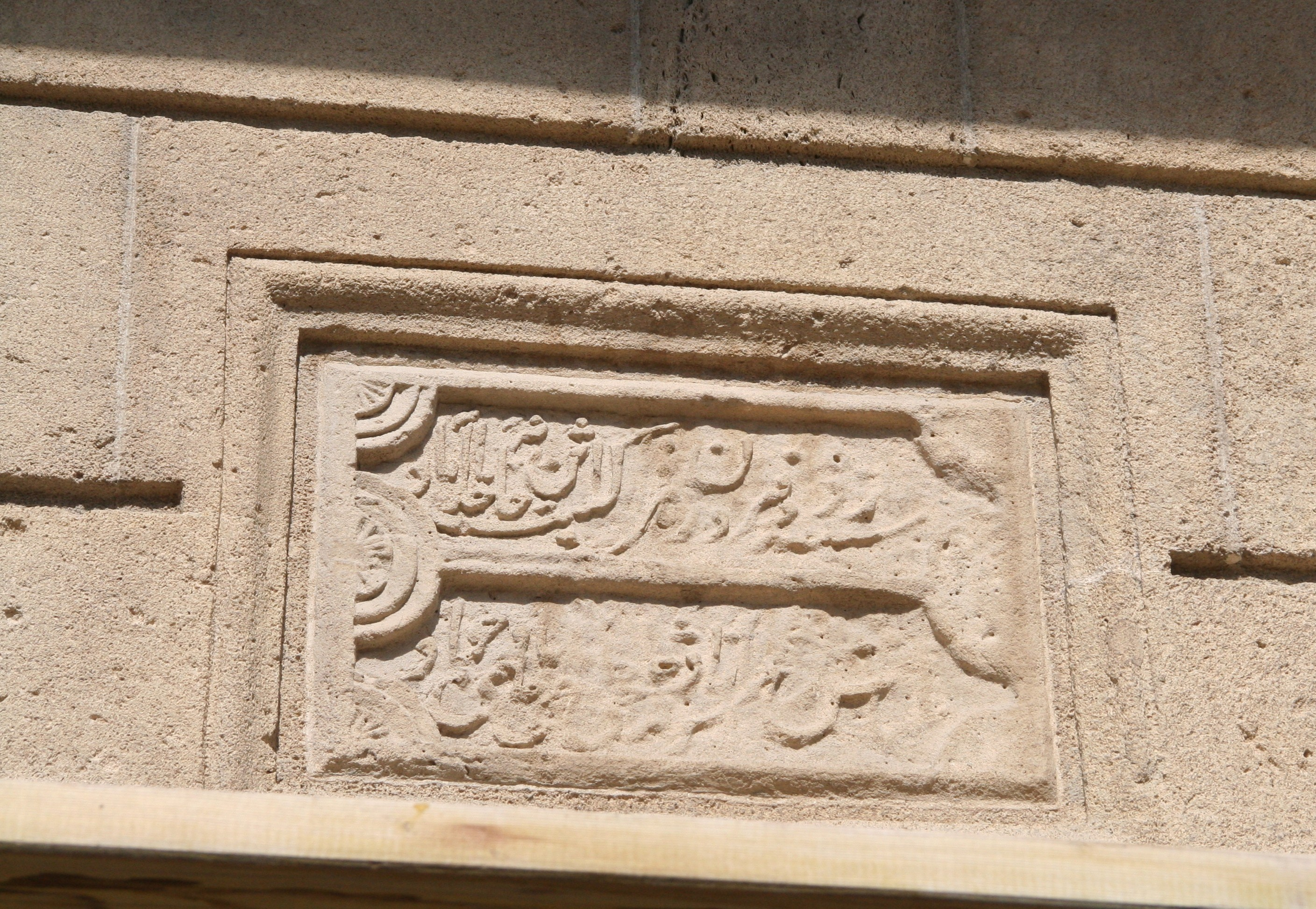
Китабе